# HMS Canada (1765)
HMS Canada (1765) — 74-пушечный линейный корабль третьего ранга. Первый корабль Королевского флота, названный в честь британского владения Канада. Заказан 1 января 1759 года. Спущен на воду 17 сентября 1765 в Вулвиче. Головной корабль одноименного типа.

## Служба
Участвовал в Американской и Французской революционных войнах, в Наполеоновских войнах.
1 мая 1781 года (капитан Кольер) самостоятельно захватил испанский фрегат Santa Leocadia.
В 1782 капитан Уильям Корнуоллис. Был при Сент-Киттсе и при островах Всех святых. 
В 1794 капитан Пауэлл Гамильтон (англ. Charles Powell Hamilton). Вместе с HMS Alexander 6 ноября встретился с французской эскадрой из 5 линейных кораблей и 4 фрегатов. В отличие от напарника, ушел и избежал плена.
Ноябрь 1797, капитан Уоррен. В сентябре 1798 вместе с эскадрой (коммодор Уоррен) перехватил корабли французской экспедиции в Ирландию и взял 4 приза. Французы были рассеяны, только один достиг места высадки.
Выведен в резерв в 1808 в Чатеме.
С 1810 плавучая тюрьма.
Отправлен на слом в 1834.